# Печатка Род-Айленду

Велика печатка Род-Айленду

Велика печатка Род-Айленду – один з державних символів штату Род-Айленд (Нова Англія).
Род-Айленд 1636 року заснували Роджер Вільямс, християнський міністр, Енн Гатчінсон та інші люди, які прагнули піти від релігійних переслідувань в Массачусетсі і Європі. Можливо, девіз печатки «Hope» («Надія») було створено під впливом тексту Біблії (До Євреїв, 6:18, 19): «..щоб у двох тих незмінних речах, що в них не можна сказати неправди Богові, мали потіху міцну ми, хто прибіг прийняти надію, що лежить перед нами, що вони для душі як котвиця, міцна та безпечна, що аж до середини входить за заслону…». Після Вільямса девіз на гербі було поміщено під якір.
У законодавстві штату в § 42-4-2 сказано, що для державних потреб має бути тільки одна печатка. Усередині повинні бути вигравійовані якір, девіз «Надія» і поверх кола — напис «Велика печатка Род-Айленду».